# Karl Staaff
 (novembre 2023).
Si vous disposez d'ouvrages ou d'articles de référence ou si vous connaissez des sites web de qualité traitant du thème abordé ici, merci de compléter l'article en donnant les références utiles à sa vérifiabilité et en les liant à la section « Notes et références ».
Karl Albert Staaff est un homme d'État libéral suédois né le 21 janvier 1860 à Klara (comté de Stockholm) et mort le 4 octobre 1915 à Engelbrekt. Il occupe le poste de Premier ministre à deux reprises, de 1905 à 1906 et de 1911 à 1914, pour le compte du Parti libéral de rassemblement.

## Biographie

### Carrière politique
Staaff était actif dans le mouvement suédois pour le suffrage universel et, en tant que Premier ministre du parti libéral, il a présidé en 1905 à une tentative d'introduction du suffrage universel et égal pour les hommes. Son successeur à la tête du parti, Nils Edén, a finalement réussi à aller plus loin en introduisant le suffrage universel en 1918-1919, y compris pour les femmes. En raison de l'intervention des conservateurs, la proposition de Staaff concernant le scrutin majoritaire à un tour est finalement abandonnée au profit d'un système proportionnel. En 1912, la période de congé accordée aux femmes après la naissance d'un enfant est portée à 6 semaines, et en 1913, un régime de retraite financé par l'impôt est introduit.
Staaff entre en conflit avec l'establishment conservateur suédois, et devient une figure détestée de l'establishment conservateur, pro-monarchique et anti-démocratique. Une intense campagne de diffamation est lancée contre lui, le dépeignant comme le destructeur de la tradition et de la société suédoises : les riches stockholmois peuvent même acheter des cendriers ayant la forme de sa tête. Sa politique anti-militaire acharnée a donné lieu à la plus grande collecte de fonds de l'histoire de la Suède jusqu'à cette époque, le cuirassé côtier HSwMS Sverige, d'une valeur de 12 millions de couronnes, dont les fonds ont été réunis en quelques mois en 1912. Staaff a dû mordre le citron, et le navire a été commandé.
En 1914, Staaff quitta le gouvernement en signe de protestation, après que les conservateurs eurent convoqué une manifestation d'agriculteurs devant la cour du château royal de Stockholm, où le roi Gustaf V - qui, selon la loi, était censé rester en dehors de la politique - dénonça les politiques de défense de Staaff.
Le parti libéral suédois contemporain, Les Libéraux, le considère comme le premier des dirigeants les plus éminents du libéralisme suédois du XXe siècle, suivi de parlementaires tels que Nils Edén, Carl Ekman, le prix Nobel Bertil Ohlin, Gunnar Helén, Per Ahlmark et Bengt Westerberg.